# Mariano Pardo de Figueroa

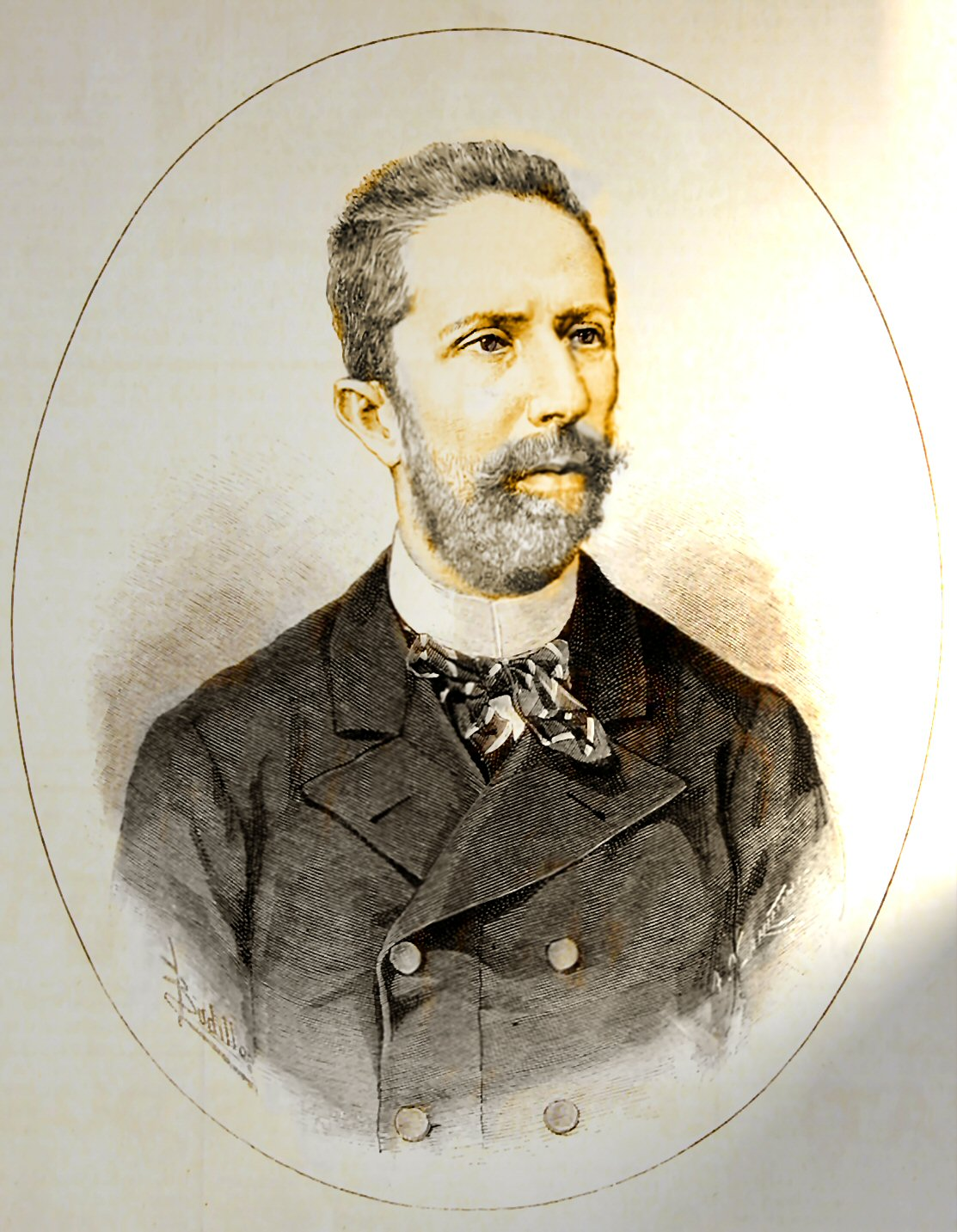
Mariano Pardo de Figueroa

Mariano Pardo de Figueroa, död den 18 november 1828 i Medina Sidonia, död där den 11 december 1918, var en spansk lärd, adelsman och filatelist.
Pardo de Figueroa, författare under märket Doctor Thebussem och juris doktor, framlevde sitt liv i sin födelsestad under trägna forskningar som filolog och folklorist med mera. Av Pardo de Figueroas stora antal arbeten bör nämnas La cacografia y los sobrescritos (1870), Fantases y conduchos de los reyes de España (1877), Tres antiguallas (una inscripción goda), El correo y la pintura (1883), Fabulas fabulosas (1885), Pirateria callijera (1887), Don Pedro Yusta de la Torre (1888), Señor y Doctor (1889), Cosas y casos de hidalgos, Cartas de Paca Pérez, Un pliego de cartas (1891) och Granada (1893).